# Walter Sonnenberger
Walter Sonnenberger (* 26. Februar 1925 in Beuthen) ist ein ehemaliger deutscher Fußballspieler.

## Sportlicher Werdegang
Sonnenberger spielte nach dem Zweiten Weltkrieg für den SV Munster. Später wechselte er zum Lüneburger SK und gehörte zu den Leistungsträgern beim Erreichen des zweiten Platzes in der Hamburger Amateurligaaison 1950/51 sowie den folgenden erfolgreich gestalteten Aufstiegsspielen zur Oberliga Nord. Im März 1951 gehörte er als einer von sieben Amateurspielern des Hamburger Fußball-Verbands zu den Teilnehmern eines von Sepp Herberger geleiteten Lehrgangs für die Schaffung der deutschen Amateurnationalmannschaft, die an der Qualifikation für die Olympischen Spielen 1952 teilnehmen sollte und – letztlich ohne Einsatz Sonnenbergers – im April den Spielbetrieb aufnahm. Die Erstliga-Spielzeit 1951/52 beendete der Liganeuling auf dem letzten Platz, dabei hatte der vornehmlich als Mittelläufer eingesetzte Sonnenberger 27 der 30 Saisonspiele bestritten. Im Sommer 1952 stand Sonnenberger im Mittelpunkt eines Bestechungsskandals, bei dem Vereinsvertreter des SC Victoria Hamburg zugaben, dem Spieler des abgeschlagenen Schlusslichtes 220 D-Mark für eine 0:10-Niederlage im direkten Duell angeboten zu haben, um dem – letztlich aufgrund des schlechteren Torquotienten gegenüber den punktgleichen Konkurrenten Eintracht Osnabrück und Eintracht Braunschweig abgestiegenen – Hamburger Klub einen Vorteil im Abstiegskampf zu verschaffen. Nachdem Sonnenberger in der Folge bis Juni 1953 gesperrt worden war, wurde die Strafe im Oktober 1952 aufgehoben. Mit dem Absteiger belegte er in der Hamburger Amateurligaaison 1952/53 den achten Tabellenrang und verpasste den Wiederaufstieg somit deutlich.
Sonnenberger wechselte daraufhin im Sommer 1953 zum 1. FSV Mainz 05 in die Oberliga Südwest, wo der zuvor in Norddeutschland tätige Emil Izsó das Traineramt übernommen hatte. Unter diesem agierte er oftmals als statt als Mittel- auch etwas offensiver als Außenläufer und konnte somit in der Spielzeit 1953/54 mit acht Saisontreffern – darunter ein Doppelpack beim 5:2-Heimerfolg über Eintracht Trier – zum Erreichen des siebten Tabellenrangs beitragen, einzig Karl-Heinz Wettig und Werner Sommer trafen mit je 13 Saisontoren häufiger. Auch in den folgenden Jahren blieb er unter Izsós Nachfolger Gerd Higi Stammspieler, wenngleich der Klub in der Tabelle abrutschte und zeitweise gegen den Abstieg spielte. Dabei kam er wieder vermehrt defensiv zum Einsatz, so dass er nicht mehr an die anfängliche Torgefahr anknüpfen konnte.
1957 beendete Sonnenberger nach 107 Oberligaspielen für Mainz 05, in denen er 15 Erstligatore erzielt hatte, seine höherklassige Fußballerlaufbahn. Zunächst spielte er noch bis 1961 für die FVgg Mombach 03, mit der er 1960 in die drittklassige 1. Amateurliga Südwest aufstieg. Anschließend ließ er beim von Moguntia geförderten SC Moguntia 1896 Mainz im unterklassigen Amateurbereich die Karriere endgültig ausklingen.